# Jana Vorona
Jana Gennad'evna Vorona (in russo Яна Геннадьевна Ворона?; Voronež, 28 dicembre 2004) è una ginnasta russa.